# Sovasjärvi (Jukkasjärvi socken, Lappland)
Sovasjärvi är en sjö i Kiruna kommun i Lappland och ingår i Torneälvens huvudavrinningsområde. Sjön har en area på 1,34 kvadratkilometer och ligger 313 meter över havet.

## Delavrinningsområde
Sovasjärvi ingår i det delavrinningsområde (753059-176638) som SMHI kallar för Utloppet av Sovasjärvi. Medelhöjden är 320 meter över havet och ytan är 7,56 kvadratkilometer. Det finns inga avrinningsområden uppströms utan avrinningsområdet är högsta punkten. Vattendraget som avvattnar avrinningsområdet har biflödesordning 4, vilket innebär att vattnet flödar genom totalt 4 vattendrag innan det når havet efter 330 kilometer. Avrinningsområdet består mestadels av skog (34 procent) och sankmarker (48 procent). Avrinningsområdet har 1,34 kvadratkilometer vattenytor vilket ger det en sjöprocent på 17,7 procent.